# Lijst van spelers van Wilhelmina
Dit is een lijst van voetballers die minimaal één officiële wedstrijd hebben gespeeld in het eerste elftal van de Nederlandse voormalig betaaldvoetbalclub Wilhelmina.

## B
- Harry van Baarschot
- Ferenc Banky
- Piet Boomkens
- Jan Boor
- Theo Borsten
- Frans Burg
- Jan Burg
- Peter Burgs

## D
- Pierre van Dalsen
- Piet Dankers
- Prospor van Dijck
- Jan van Dinther
- Gerard van der Donk
- Mari van den Dungen

## E
- Ad van Eerd
- Jan van Esch

## F
- Joop Fijen

## G
- Wil Giesbers
- Wim Giesbers
- Nico Gloudemans
- Harrie van der Griendt

## H
- Tonny van Haeren
- Bert Harmse
- Wim van den Heuvel
- Frans van der Hoogen
- Leo van der Hoorn
- Wim van den Hurk

## J
- Freek Jansen
- G. Jansen

## K
- Cor van Kaathoven
- Martin Kastelijn
- Gábor Keresztes
- Wim Klaassen
- Cor Knuvers
- Jo Konings
- Bert Kreté

## L
- De Laat
- Henny Lans
- Jan Lentink
- Toon Lukken

## M
- Marechal
- Antoon Martens
- Freddy Mees
- Max Meezen
- Robbie Meezen
- Theo van Merwijk
- Lambert Meulensteen
- Cor van de Molengraft

## O
- Arnold Ormel
- Harry van Overdijk

## P
- Ben van der Plas
- Wim van der Plas
- Hans van der Pluijm
- Geert Princen

## Q
- Henk Quaadvliet

## R
- Jan Roos
- Enrico van Rooij
- Henk van Rooij

## S
- Ad Schrover
- Frans van der Stappen
- Wil Steigerwald
- Jacques van Stippent
- Cor Stolzenbach

## T
- Toebak

## V
- Piet Vaes
- Veen
- Piet Verbunt
- Verel
- Tiny van Vugt

## W
- Jos Wap
- Jan Wierikx
- Wim van Wijk